# Scarlett Chorvat
Pour les articles homonymes, voir Chorvat.
 (septembre 2010).
Si vous disposez d'ouvrages ou d'articles de référence ou si vous connaissez des sites web de qualité traitant du thème abordé ici, merci de compléter l'article en donnant les références utiles à sa vérifiabilité et en les liant à la section « Notes et références ».
Scarlett Chorvat née le 25 août 1972 en Slovaquie est une actrice slovaque. Elle arriva aux États-Unis vers l'âge de cinq ans.

## Biographie
Elle commença à jouer au tennis semi-professionnellement à l'âge de 15 ans, puis se tourna ensuite vers une carrière de mannequin pour finalement devenir actrice. Scarlett Chorvat est surtout connue dans le monde du mannequinat, ses apparitions dans des couvertures de magazines et les publicités commerciales pour la télévision.

## Filmographie
- 2000 : Freedom (TV) : Becca Shaw
- 2001 : Washington Police (TV) : Kitty
- 2002 : Lost (TV) : Sondra
- 2006 : Boston Justice (TV) : Sandy
- 2006 : Nip/Tuck (TV) : Natalie
- 2007 : 24 heures chrono (TV) : Elena
- 2008 : Metal Gear Solid 4: Guns of the Patriots (Jeu vidéo) : Capture de mouvement

## Crédits
- (en) Cet article est partiellement ou en totalité issu de l’article de Wikipédia en anglais intitulé « Scarlett Chorvat » (voir la liste des auteurs).